# Ruili
Ruili (瑞丽市S, RuìlìP) è una città-contea della Cina, situata nella provincia di Yunnan e amministrata dalla prefettura autonoma dai e jingpo di Dehong.